# Vroegeling
Vroegeling (Erophila verna, synoniem: Draba verna) is een 1-15 cm hoge, eenjarige plant. De plant bloeit van februari tot mei met kleine, 2 tot 5 mm grote, witte bloemen. De kroonbladen zijn diep tweeslippig. De bloeiwijze is een tros. De soort staat op de Rode lijst van planten als algemeen voorkomend en stabiel, of iets toegenomen. Het aantal chromosomen is 2n = 36.
De bladeren zijn lancetvormig en staan bijna allemaal in een rozet. De plant is variabel in beharing.
De 1,5 tot 3,5 cm lange, meestal rechtopstaande hauwtjes, zijn afgeplat. In een hauwtje zitten vijftien tot vijfentwintig roodbruine, circa 0,5 mm lange zaden.
De plant brengt de winter door als rozet. Na de vruchtzetting sterft de plant af. Het zaad kiemt in het najaar.

## Voortplanting en voorkomen
Vroegeling plant zich voort via zaad. Vrijwel altijd vindt er zelfbestuiving plaats. Daardoor zijn er vaak zeer veel op elkaar lijkende planten te vinden die dan weer met een aantal kleine kenmerken afwijken van andere groepen veel op elkaar lijkende planten. Dit verschijnsel noemt men zuivere lijnen. Dit was voor de Franse botanicus Jordan (1814 - 1897) reden om de soort op te splitsen in kleine soorten. Sommige flora's onderscheiden daardoor alleen de Linneaanse soort Erophila verna (Heukels' Flora van Nederland), andere naslagwerken onderscheiden ondersoorten als Erophila verna subsp. praecox, Erophila verna subsp. spathula en Erophila verna subsp. verna (Flora van België, het Groothertogdom Luxemburg, Noord-Frankrijk en de aangrenzende gebieden) en weer andere de soorten Erophila verna en Erophila praecox (Flora Helvetica). In de nieuwe Heukels' Flora van Nederland wordt vroegeling ondergebracht in het geslacht Draba en gesplitst in vier soorten: Draba verna, D. boerhaavii, D. praecox en D. glabrecens.
De plant groeit op open zandgrond. In dit milieu kan het zomers heet en erg droog zijn. Een van de aanpassingen van vroegeling hieraan vormt zijn levenscyclus. Voor de zomer is het zaad al gezet en de plant afgestorven. Wanneer het minder heet wordt beginnen de zaden te kiemen.
Vroegeling komt in alle streken met een gematigd klimaat voor. Oorspronkelijk was het een Euraziatische soort.

## Toepassingen
Vaak komt de plant massaal voor op haar groeiplaats. Deze krijgt dan vroeg in het jaar een witte waas van al die kleine bloempjes. Voor sommige mensen is dit een teken dat het voorjaar er aankomt. Als de hauwtjes opengaan geven de witte tussenschotten weer een opvallend witte waas over de plantjes.

## Ecologie
Op open gronden in duinen komt de plant voor met andere in het voorjaar bloeiende eenjarige planten als kandelaartje, zandhoornbloem, ruw vergeet-mij-nietje, zandraket en klein tasjeskruid.

## Plantengemeenschap
Vroegeling is een kensoort voor de klasse van droge graslanden op zandgrond (Koelerio-Corynephoretea), een groep van plantengemeenschappen van droge graslanden op voedselarme zandgronden.

## Afbeeldingen

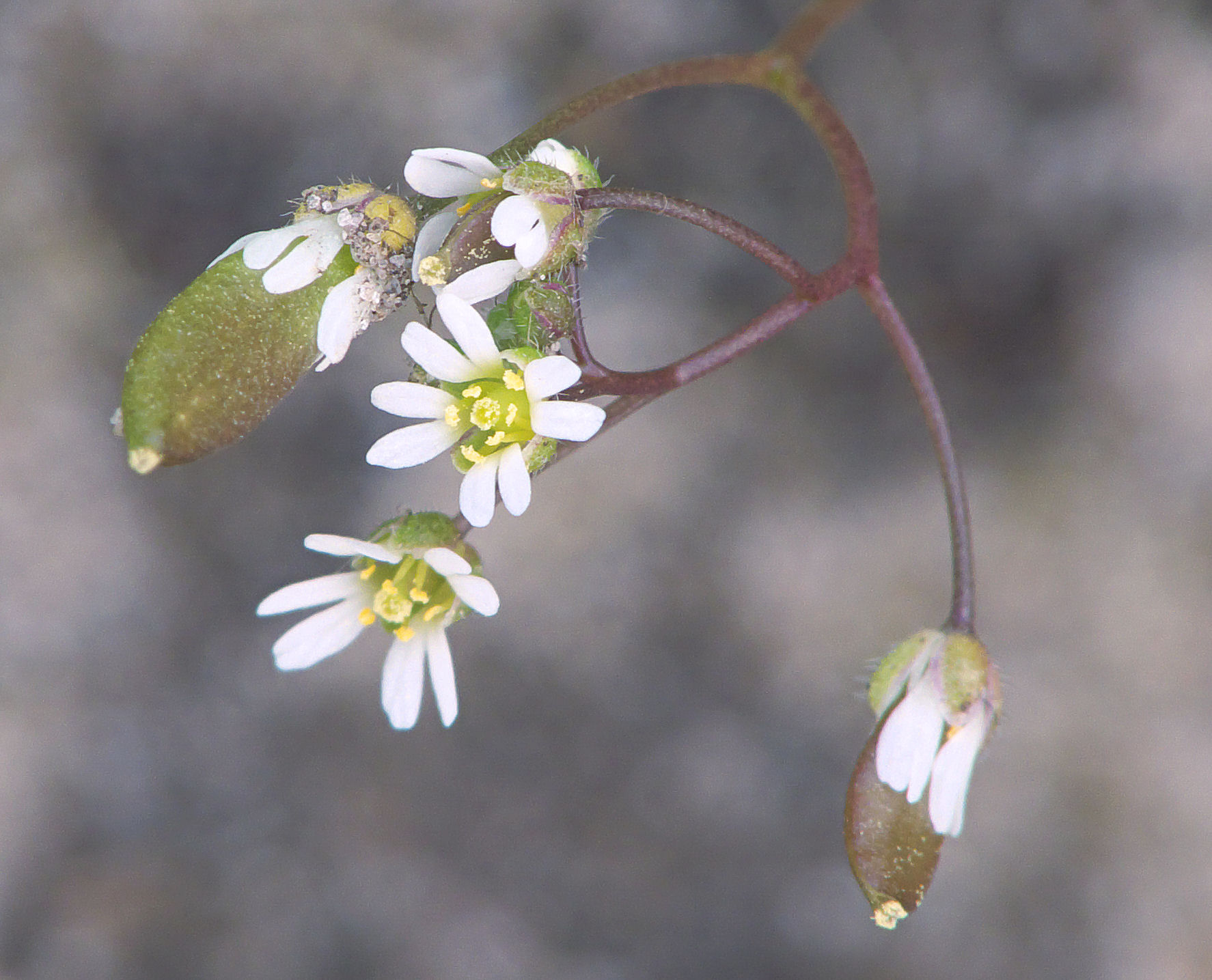
Bloemen in tros
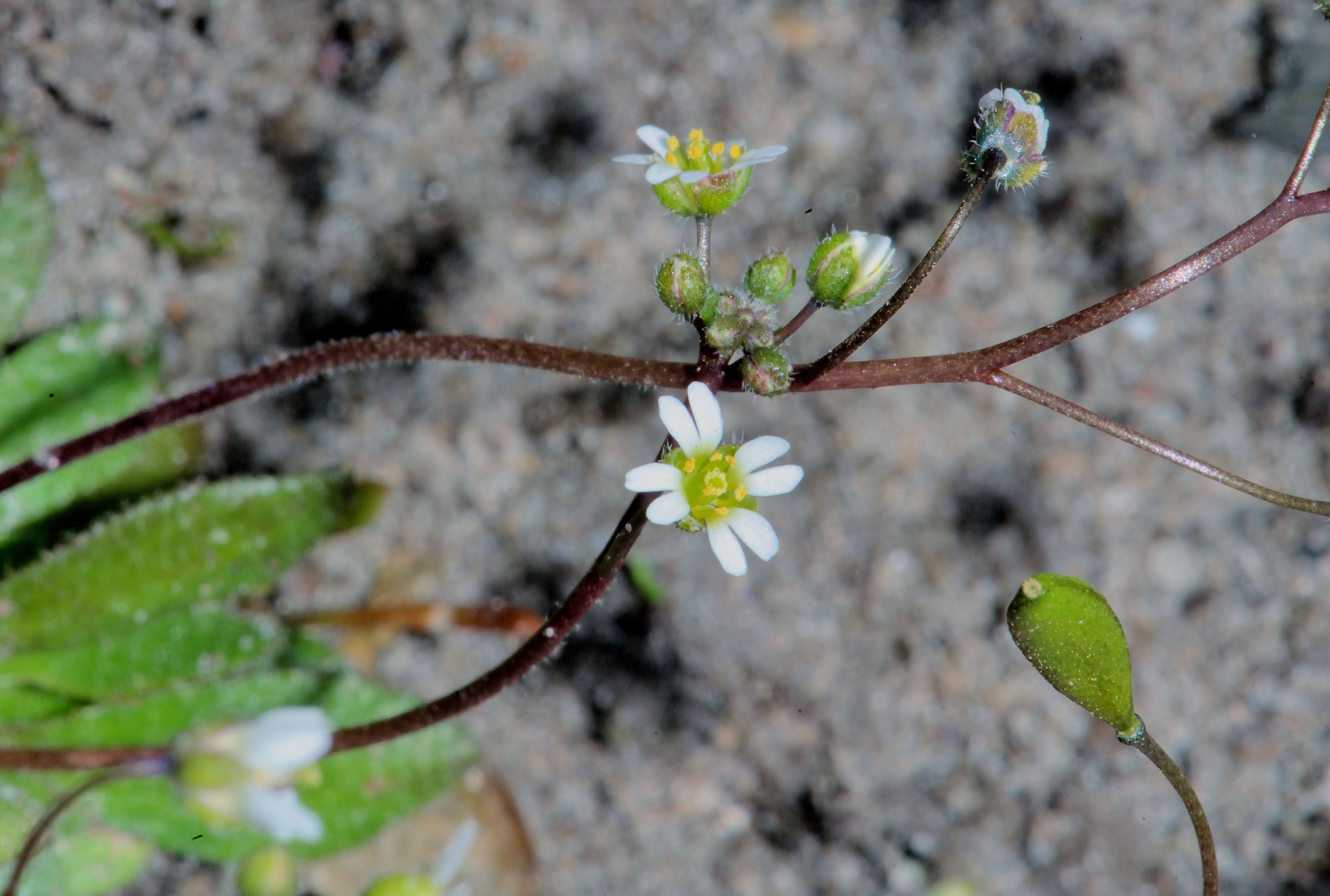
Bloem
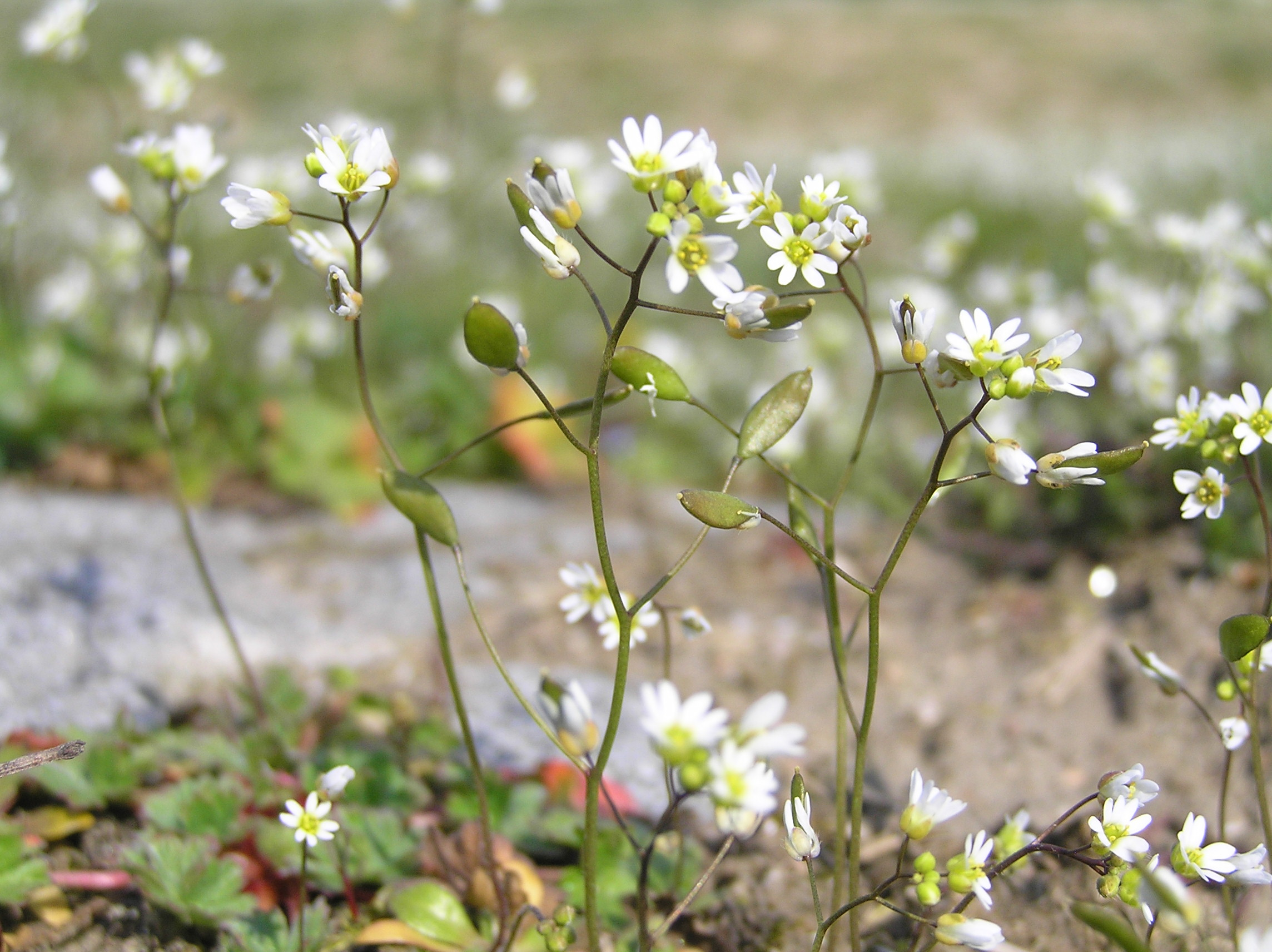
Bloemen en hauwtjes
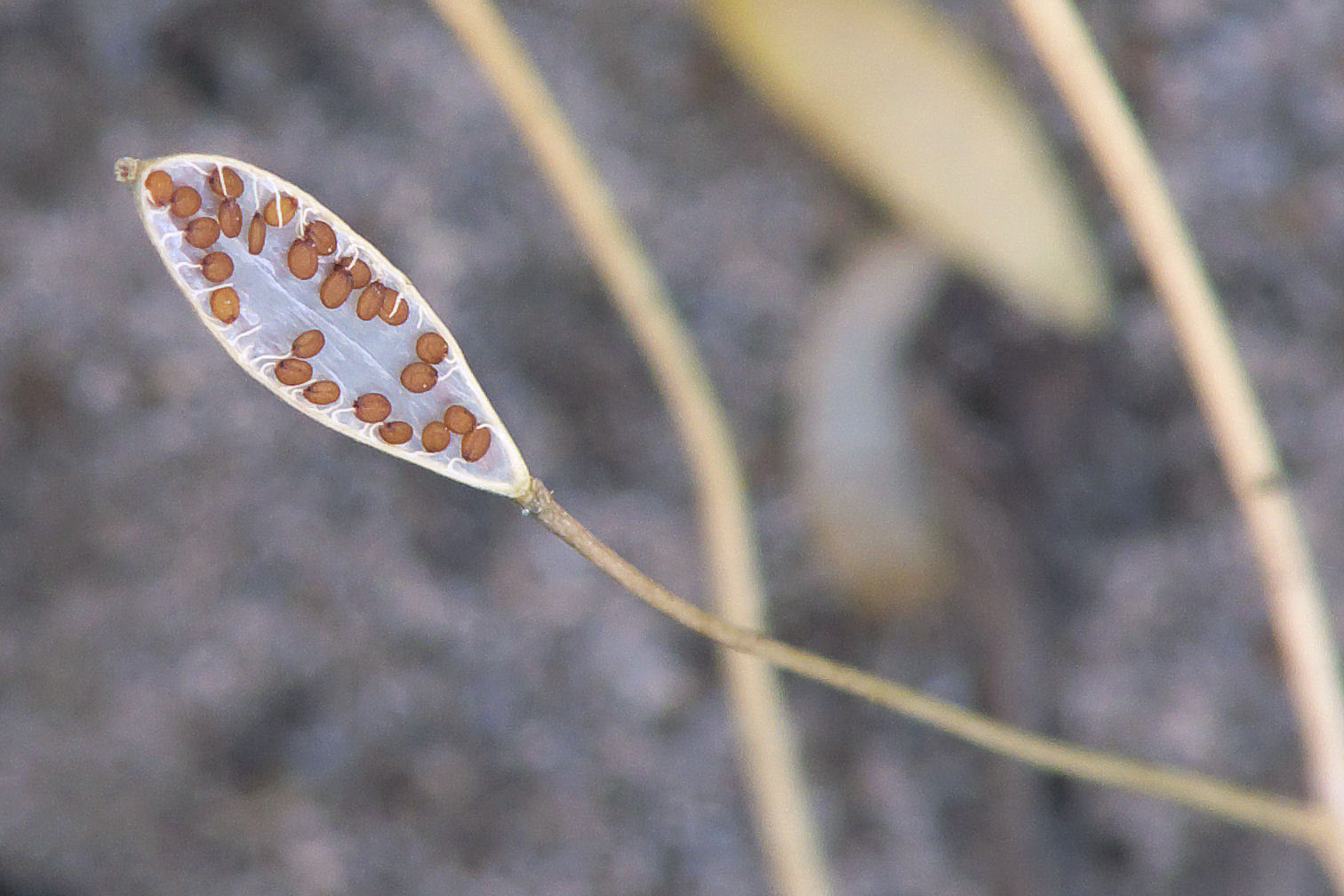
Hauwtje met zaden
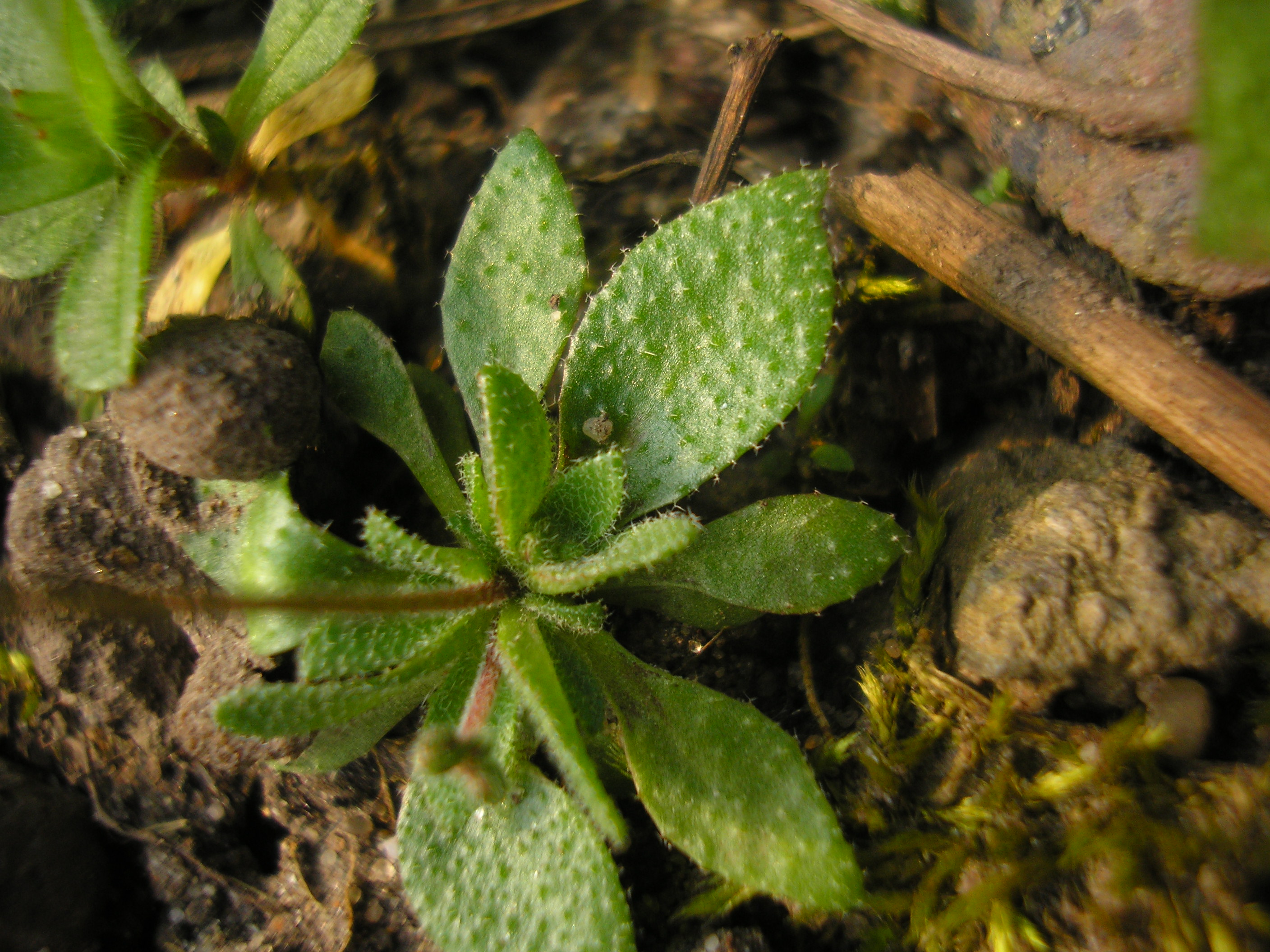
Plant